# Alexis-Louis-Marie de Lespinay
Alexis Louis Marie de Lespinay, chevalier du Pally et de l'Empire (24 août 1752 - Chantonnay ✝ 15 février 1837 - Poitiers), est un homme politique français du XIXe siècle.

## Biographie
La famille de Lespinay, dont la filiation remonte aux ancêtres du trésorier de Bretagne Jean de Lespinay, est originaire de Plessé en Bretagne. Elle s'est installée en Bas-Poitou au XVIIe siècle. Elle a été maintenue dans sa noblesse le 31 octobre 1668, par la chambre de réformation de Bretagne.
Fils de messire Samuel Alexis de Lespinay, chevalier, seigneur du Pally et autres lieux, et de demoiselle Marie-Louise-Félicité Cicoteau, Alexis Louis Marie de Lespinay naquit à Chantonnay le 24 août 1752, et fut baptisé le 26.
Il deviendra capitaine au Régiment du Roi-Infanterie et chevalier de Saint-Louis.
Il épousa par contrat du 5 janvier 1783 passé à Versailles et signé par le Roi et la famille royale, et à Paris le 6, Anne Pauline Armande Henriette Eléonore (1763 ✝ 26 novembre 1829 - Chantonnay), fille de messire Armand de Montault, chevalier, baron de Castelnau, marquis de Saint-Julien, chevalier de Saint-Louis, et de Marie Henriette Suzanne Perrine Le Prévost de Saint-Julien.
Alexis-Louis-Marie de Lespinay et son frère Augustin avaient pris l'habitude de signer Delespinay.
Il était propriétaire à Chantonnay, lorsqu'il fut élu, le 4 mai 1811, par le Sénat conservateur, député de la Vendée au Corps législatif.
Il fut également créé chevalier du Pally et de l'Empire et de l'Ordre de la Réunion le 21 février 1814.
En tant qu'aîné, Alexis Louis Marie hérita des titres de son père : marquis de Lespinay, baron des Essarts, Sainte-Cécile, Chantonnay, Puybelliard, Sigournais, etc.
Sous la Restauration, il fut élu conseiller général et représentant de la Vendée à la Chambre des députés. On le créa aussi officier de la Légion d'honneur.
Il mourut à Poitiers le 15 février 1837.

### Vie familiale
Alexis Louis Marie était le fils de messire Samuel Alexis de Lespinay (né le 1er juin 1727 - Chantonnay), chevalier, baron de Chantonnay, Puybelliard et Sigournais, seigneur du Pally, de la Ruffelière, Beaumont, la Vrignonnière, la Baritaudière, Soulandeau, Fougeré, châtelain de la Tabarière, etc. Samuel Alexis fut reçu, avec son frère Louis Gabriel de Lespinay de Beaumont (19 octobre 1728 - Les Essarts ✝ novembre 1793 - Dol), Page du Roi dans la Grande Écurie, le 18 mars 1744. Samuel-Alexis de l'Espinay fut président de l'assemblée de l'élection de Châteauroux en 1787. Plusieurs autres membres de la famille ont comparu, en 1789, à l'Assemblée électorale de la noblesse du Poitou.
La mère de Alexis Louis Marie était Marie Louise Félicité Cicoteau de Linières ( ✝ 24 juillet 1762 - Montaigu (Vendée)), dame de Linières, fille de Louis Venant CICOTEAU et d’Agnès Badereau. Samuel-Alexis et Marie Louise Félicité se marièrent en l'église paroissiale Saint-Jean-Baptiste de Montaigu le 11 août 1750.
Alexis-Louis-Marie Delespinay épousa le 6 janvier 1783 à Versailles Anne Pauline Armande Henriette Eléonore (1763 ✝ 26 novembre 1829 - Chantonnay), fille de messire Armand de Montault, chevalier, baron de Castelnau, marquis de Saint-Julien, chevalier de Saint-Louis, et de Marie Henriette Suzanne Perrine Le Prévost de Saint-Julien. Ensemble, ils eurent :
La descendance de Alexis Louis Marie de Lespinay compte parmi familles subsistantes de la noblesse française et de la noblesse d'Empire. La branche aînée porte le nom patronymique de « de Lespinay », tandis que la branche cadette porte le nom patronymique de « de L'Espinay ».

## Fonctions
- Capitaine au Régiment du Roi-Infanterie ;
- Député de la Vendée au Corps législatif (4 mai 1811) ;
- Maire de Chantonnay (1811-1830)[4] ;
- Conseiller général (Restauration) ;
- Député de la Vendée à la Chambre.

## Titres
- Chevalier du Pally et de l'Empire (21 février 1814) ;
- Marquis de Lespinay ;
- baron des Essarts, de Sainte-Cécile, Chantonnay, Puybelliard, Sigournais, etc.

## Distinctions
- Ordre royal et militaire de Saint-Louis :
  - Chevalier de Saint-Louis ;
- Ordre de la Réunion :
  - Chevalier de l'Ordre de la Réunion (21 février 1814) ;
- Légion d'honneur:
  - Officier de la Légion d'honneur (Restauration).

## Armoiries
« Armes des Lespinay ou L'Espinay  : D'argent, à trois épines arrachées de sinople, posées 2 et 1. Devise: SEQUAMUR QUO FATA VOCANT,, »

 Armes parlantes.
```
(
espinay⇔épines
).
```

« Armes de Chevalier de l'Empire : D'argent, à trois épines de sinople, posées 2 et 1 ; bordure d'azur du tiers de l'écu, chargée au deuxième point en chef du signe des chevaliers de l'Ordre impérial de la Réunion. »